# サウンド+ヴィジョン・ツアー
サウンド+ヴィジョン・ツアー（英語: Sound+Vision Tour）は、イギリスのミュージシャンであるデヴィッド・ボウイが1990年に行った、ボックス・セット『サウンド+ヴィジョン』のリリースに伴うコンサート・ツアー。

## セットリスト
これは1990年8月5日にイングランドのミルトン・キーンズで行われたライブのセットリストであり、ツアー期間中の全てのセットリストを表すものではない。
1. 交響曲第9番「合唱」第4楽章
2. スペイス・オディティ
3. 愛しき反抗
4. アッシュズ・トゥ・アッシュズ（英語版）
5. ファッション（英語版）
6. 火星の生活
7. プリティー・ピンク・ローズ
8. サウンド・アンド・ヴィジョン（英語版）
9. ブルー・ジーン（英語版）
10. レッツ・ダンス
11. ステイ（英語版）
12. ジギー・スターダスト
13. チャイナ・ガール
14. ステイション・トゥ・ステイション（英語版）
15. ヤング・アメリカンズ
16. サフラジェット・シティ
17. フェイム
18. ヒーローズ
アンコール
19. チェンジス
20. ジーン・ジニー（英語版）
21. ホワイト・ライト/ホワイト・ヒート（英語版）
22. モダン・ラヴ（英語版）

## 演奏された曲
『スペイス・オディティ』から
- スペイス・オディティ

『ハンキー・ドリー』から
- チェンジス
- 火星の生活
- クイーン・ビッチ（英語版）

『ジギー・スターダスト』から
- スターマン
- ジギー・スターダスト
- サフラジェット・シティ
- ロックン・ロールの自殺者

『アラジン・セイン』から
- デトロイトでのパニック（英語版）
- ジーン・ジニー（英語版）

『ダイアモンドの犬』から
- 愛しき反抗

『ヤング・アメリカンズ』から
- ヤング・アメリカンズ
- フェイム

『ステイション・トゥ・ステイション』から
- ステイション・トゥ・ステイション（英語版）
- ゴールデン・イヤーズ（英語版）
- TVC 15 (ワン・ファイヴ)（英語版）
- ステイ（英語版）

『ロウ』から
- サウンド・アンド・ヴィジョン（英語版）
- ビー・マイ・ワイフ（英語版）

『ヒーローズ』から
- ヒーローズ

『スケアリー・モンスターズ』から
- アッシュズ・トゥ・アッシュズ（英語版）
- ファッション（英語版）

『レッツ・ダンス』から
- モダン・ラヴ（英語版）
- チャイナ・ガール
- レッツ・ダンス

『トゥナイト』から
- ブルー・ジーン（英語版）

その他の曲
- はげしい雨が降る
- アラバマ・ソング
- アムステルダム（英語版）
- ベイビー、プリーズ・ドント・ゴー（英語版）
- ベイビー、ホワット・ユー・ウォント・ミー・トゥ・ドゥ
- グロリア（英語版）
- ハートブレイク・ホテル
- アイム・ウェイティング・フォー・ザ・マン（英語版）
- ジョン、アイム・オンリー・ダンシング（英語版）
- プリティー・ピンク・ローズ
- ホワイト・ライト/ホワイト・ヒート（英語版）
- ユー・アンド・アイ・アンド・ジョージ

## 参加ミュージシャン
- デヴィッド・ボウイ – ボーカル、ギター、サクソフォーン
- エイドリアン・ブリュー – ギター、バッキング・ボーカル、音楽ディレクター
- アーダル・キジルケイ（英語版） – ベース、バッキング・ボーカル
- リック・フォックス – キーボード、バッキング・ボーカル
- マイケル・ホッジス – ドラムス

## ツアー日程
| 日付          | 都市                   | 国             | 会場                                                             | 観客数                          | 収益                     |
| 北米          | 北米                   | 北米           | 北米                                                             | 北米                            | 北米                     |
| ------------- | ---------------------- | -------------- | ---------------------------------------------------------------- | ------------------------------- | ------------------------ |
| 1990年3月4日  | ケベック・シティー     | カナダ         | コリゼ・デ・ケベック                                             | 15,000 / 15,756                 | $397,500                 |
| 1990年3月6日  | モントリオール         | カナダ         | モントリオール・フォーラム                                       | 16,235 / 19,000                 | $535,755                 |
| 1990年3月7日  | トロント               | カナダ         | スカイドーム                                                     | 55,000 / 55,000                 | $1,229,008               |
| 1990年3月10日 | ウィニペグ             | カナダ         | ウィニペグ・アリーナ                                             | 18,460 / 18,460                 | $486,328                 |
| 1990年3月12日 | エドモントン           | カナダ         | ノースランズ・コロシアム                                         | 13,000 / 13,000                 | $264,000                 |
| 1990年3月13日 | カルガリー             | カナダ         | オリンピック・サドルドーム                                       | 18,000 / 22,000                 | $360,000                 |
| 1990年3月15日 | バンクーバー           | カナダ         | パシフィック・コロシアム                                         | 17,500 / 17,500                 | $420,000                 |
| ヨーロッパ    |                        |                |                                                                  |                                 |                          |
| 1990年3月19日 | バーミンガム           | イングランド   | NECアリーナ                                                      | 34,560 / 38,000 (2日分の合計)   | $978,589 (2日分の合計)   |
| 1990年3月20日 | バーミンガム           | イングランド   | NECアリーナ                                                      | 34,560 / 38,000 (2日分の合計)   | $978,589 (2日分の合計)   |
| 1990年3月23日 | エディンバラ           | スコットランド | ロイヤル・ハイランド・センター                                   | 42,000 / 42,000 (2日分の合計)   | $924,000 (2日分の合計)   |
| 1990年3月24日 | エディンバラ           | スコットランド | ロイヤル・ハイランド・センター                                   | 42,000 / 42,000 (2日分の合計)   | $924,000 (2日分の合計)   |
| 1990年3月26日 | ロンドン               | イングランド   | ロンドン・アリーナ                                               | 43,560 / 45,000 (3日分の合計)   | $1,089,000 (3日分の合計) |
| 1990年3月27日 | ロンドン               | イングランド   | ロンドン・アリーナ                                               | 43,560 / 45,000 (3日分の合計)   | $1,089,000 (3日分の合計) |
| 1990年3月28日 | ロンドン               | イングランド   | ロンドン・アリーナ                                               | 43,560 / 45,000 (3日分の合計)   | $1,089,000 (3日分の合計) |
| 1990年3月30日 | ロッテルダム           | オランダ       | アホイ・ロッテルダム                                             | 13,000 / 13,000                 | 不明                     |
| 1990年4月1日  | ドルトムント           | 西ドイツ       | ヴェストファーレンハーレン                                       | -                               | -                        |
| 1990年4月2日  | パリ                   | フランス       | パレ・オムニスポール・ド・パリ・ベルシー                         | 40,000 / 40,000 (2日分の合計)   | 不明                     |
| 1990年4月3日  | パリ                   | フランス       | パレ・オムニスポール・ド・パリ・ベルシー                         | 40,000 / 40,000 (2日分の合計)   | 不明                     |
| 1990年4月5日  | フランクフルト         | 西ドイツ       | フェストハレ・フランクフルト                                     | 不明                            | 不明                     |
| 1990年4月7日  | ハンブルク             | 西ドイツ       | シュポルトハレ・ハンブルク                                       | 7,000 / 7,000                   | 不明                     |
| 1990年4月8日  | 西ベルリン             | 西ベルリン     | ドイチュランド・ハレ                                             | 10,000 / 10,000                 | 不明                     |
| 1990年4月10日 | ミュンヘン             | 西ドイツ       | オリンピアハレ                                                   | 12,000 / 12,000                 | 不明                     |
| 1990年4月11日 | シュトゥットガルト     | 西ドイツ       | ハンス・マルティン・シュライヤー・ハレ                           | 不明                            | 不明                     |
| 1990年4月13日 | ミラノ                 | イタリア       | パラトラサルディ                                                 | 不明                            | 不明                     |
| 1990年4月14日 | ミラノ                 | イタリア       | パラトラサルディ                                                 | 不明                            | 不明                     |
| 1990年4月17日 | ローマ                 | イタリア       | パラロットマティカ                                               | 不明                            | 不明                     |
| 1990年4月18日 | ローマ                 | イタリア       | パラロットマティカ                                               | -                               | -                        |
| 1990年4月20日 | ブリュッセル           | ベルギー       | フォレスト・ナショナル                                           | 16,000 / 16,000                 | 不明                     |
| 1990年4月21日 | ブリュッセル           | ベルギー       | フォレスト・ナショナル                                           | 16,000 / 16,000                 | 不明                     |
| 1990年4月22日 | ドルトムント           | 西ドイツ       | ヴェストファーレンハーレン                                       | 不明                            | 不明                     |
| 北米          |                        |                |                                                                  |                                 |                          |
| 1990年4月27日 | マイアミ               | アメリカ合衆国 | マイアミ・アリーナ                                               | 13,121 / 13,121                 | $338,388                 |
| 1990年4月29日 | ペンサコーラ           | アメリカ合衆国 | ペンサコーラ・シビック・センター                                 | 10,000 / 10,000                 | $210,000                 |
| 1990年5月1日  | オーランド             | アメリカ合衆国 | オーランド・アリーナ                                             | 18,000 / 18,000                 | $378,000                 |
| 1990年5月4日  | セントピーターズバーグ | アメリカ合衆国 | フロリダ・サンコースト・ドーム                                   | 40,000 / 50,000                 | $840,000                 |
| 1990年5月5日  | ジャクソンビル         | アメリカ合衆国 | ジャクソンビル・コロシアム                                       | 8,760 / 10,125                  | $183,960                 |
| 1990年5月7日  | アトランタ             | アメリカ合衆国 | オムニ・コロシアム                                               | 10,912 / 12,781                 | $257,500                 |
| 1990年5月9日  | チャペルヒル           | アメリカ合衆国 | ディーン・スミス・センター                                       | 17,500 / 21,750                 | $367,500                 |
| アジア        |                        |                |                                                                  |                                 |                          |
| 1990年5月15日 | 東京                   | 日本           | 東京ドーム                                                       | 110,000 / 110,000 (2日分の合計) | $2,310,000 (2日分の合計) |
| 1990年5月16日 | 東京                   | 日本           | 東京ドーム                                                       | 110,000 / 110,000 (2日分の合計) | $2,310,000 (2日分の合計) |
| 北米          |                        |                |                                                                  |                                 |                          |
| 1990年5月20日 | バンクーバー           | カナダ         | BCプレイス・スタジアム                                           | 46,560 / 55,000                 | $976,500                 |
| 1990年5月21日 | タコマ                 | アメリカ合衆国 | タコマ・ドーム                                                   | 23,000 / 23,000                 | $483,000                 |
| 1990年5月23日 | ロサンゼルス           | アメリカ合衆国 | ロサンゼルス・メモリアル・スポーツ・アリーナ                     | 12,756 / 12,756                 | $356,991                 |
| 1990年5月24日 | サクラメント           | アメリカ合衆国 | カリフォルニア・エクスポジション                                 | 13,961 / 13,961                 | $384,165                 |
| 1990年5月26日 | ロサンゼルス           | アメリカ合衆国 | ドジャー・スタジアム                                             | 40,877 / 47,000                 | $1,117,086               |
| 1990年月28日  | マウンテンビュー       | アメリカ合衆国 | ショアライン・アンフィシアター                                   | 35,207 / 40,000 (2日分の合計)   | $862,515 (2日分の合計)   |
| 1990年5月29日 | マウンテンビュー       | アメリカ合衆国 | ショアライン・アンフィシアター                                   | 35,207 / 40,000 (2日分の合計)   | $862,515 (2日分の合計)   |
| 1990年6月1日  | デンバー               | アメリカ合衆国 | マクニコルズ・スポーツ・アリーナ                                 | 35,800 / 35,800 (2日分の合計)   | $823,400 (2日分の合計)   |
| 1990年6月2日  | デンバー               | アメリカ合衆国 | マクニコルズ・スポーツ・アリーナ                                 | 35,800 / 35,800 (2日分の合計)   | $823,400 (2日分の合計)   |
| 1990年6月4日  | ダラス                 | アメリカ合衆国 | スタープレックス・アンフィテアトルム                             | 11,538 / 20,000                 | $276,167                 |
| 1990年6月6日  | オースティン           | アメリカ合衆国 | フランク・アーウィン・センター                                   | 17,678 / 17,900                 | $618,730                 |
| 1990年6月7日  | ヒューストン           | アメリカ合衆国 | ウッドランズ・パビリオン                                         | 9,481 / 10,000                  | $215,877                 |
| 1990年6月9日  | カンザスシティ         | アメリカ合衆国 | サンドストーン・アンフィシアター                                 | 18,000 / 18,000                 | $378,000                 |
| 1990年6月10日 | セントルイス           | アメリカ合衆国 | セントルイス・アリーナ                                           | 8,975 / 18,000                  | $235,175                 |
| 1990年6月12日 | ノーブルズビル         | アメリカ合衆国 | ディアー・クリーク・ミュージック・センター                       | 10,100 / 18,000                 | $237,350                 |
| 1990年6月13日 | ミルウォーキー         | アメリカ合衆国 | マーカス・アンフィシアター                                       | 25,000 / 25,000                 | $600,000                 |
| 1990年6月15日 | シカゴ                 | アメリカ合衆国 | ワールド・ミュージック・シアター                                 | 55,130 / 56,000 (2日分の合計)   | $1,543,640 (2日分の合計) |
| 1990年6月16日 | シカゴ                 | アメリカ合衆国 | ワールド・ミュージック・シアター                                 | 55,130 / 56,000 (2日分の合計)   | $1,543,640 (2日分の合計) |
| 1990年6月19日 | リッチフィールド       | アメリカ合衆国 | リッチフィールド・コロシアム                                     | 26,319 / 26,319 (2日分の合計)   | $657,975 (2日分の合計)   |
| 1990年6月20日 | リッチフィールド       | アメリカ合衆国 | リッチフィールド・コロシアム                                     | 26,319 / 26,319 (2日分の合計)   | $657,975 (2日分の合計)   |
| 1990年6月22日 | オーバーンヒルズ       | アメリカ合衆国 | ザ・パレス・オブ・オーバーンヒルズ                               | 39,225 / 39,900 (3日分の合計)   | $980,625 (3日分の合計)   |
| 1990年6月24日 | オーバーンヒルズ       | アメリカ合衆国 | ザ・パレス・オブ・オーバーンヒルズ                               | 39,225 / 39,900 (3日分の合計)   | $980,625 (3日分の合計)   |
| 1990年6月25日 | オーバーンヒルズ       | アメリカ合衆国 | ザ・パレス・オブ・オーバーンヒルズ                               | 39,225 / 39,900 (3日分の合計)   | $980,625 (3日分の合計)   |
| 1990年6月27日 | バーゲッツタウン       | アメリカ合衆国 | スター・レイク・アンフィシアター                                 | 12,521 / 22,917                 | $375,630                 |
| 1990年6月30日 | セントジョンズ         | カナダ         | メモリアル・スタジアム                                           | 6,000 / 6,000                   | $126,000                 |
| 1990年7月2日  | モンクトン             | カナダ         | モンクトン・コロシアム                                           | 7,200 / 7,200                   | $187,200                 |
| 1990年7月4日  | トロント               | カナダ         | エキシビション・スタジアム                                       | 73,000 / 74,500                 | $1,825,000               |
| 1990年7月6日  | オタワ                 | カナダ         | オタワ・シビック・センター                                       | 9,500 / 9,750                   | $199,500                 |
| 1990年7月7日  | サラトガ・スプリングズ | アメリカ合衆国 | サラトガ・パフォーミング・アーツ・センター                       | 25,000 / 25,000                 | $700,000                 |
| 1990年7月9日  | フィラデルフィア       | アメリカ合衆国 | スペクトラム                                                     | 74,000 / 74,000 (4日分の合計)   | $1,554,000 (4日分の合計) |
| 1990年7月10日 | フィラデルフィア       | アメリカ合衆国 | スペクトラム                                                     | 74,000 / 74,000 (4日分の合計)   | $1,554,000 (4日分の合計) |
| 1990年7月12日 | フィラデルフィア       | アメリカ合衆国 | スペクトラム                                                     | 74,000 / 74,000 (4日分の合計)   | $1,554,000 (4日分の合計) |
| 1990年7月13日 | フィラデルフィア       | アメリカ合衆国 | スペクトラム                                                     | 74,000 / 74,000 (4日分の合計)   | $1,554,000 (4日分の合計) |
| 1990年7月16日 | ユニオンデール         | アメリカ合衆国 | ナッソー・コロシアム                                             | 14,500 / 14,500                 | $435,000                 |
| 1990年7月18日 | コロンビア             | アメリカ合衆国 | メリウェザー・ポスト・パビリオン                                 | 36,460 / 38,000 (2日分の合計)   | $984,420 (2日分の合計)   |
| 1990年7月19日 | コロンビア             | アメリカ合衆国 | メリウェザー・ポスト・パビリオン                                 | 36,460 / 38,000 (2日分の合計)   | $984,420 (2日分の合計)   |
| 1990年7月21日 | フォックスボロ         | アメリカ合衆国 | サリバン・スタジアム                                             | 57,000 / 60,000                 | $1,197,000               |
| 1990年7月23日 | ハートフォード         | アメリカ合衆国 | ハートフォード・シビック・センター                               | 12,760 / 12,760                 | $273,063                 |
| 1990年7月25日 | ナイアガラフォールズ   | アメリカ合衆国 | ナイアガラフォールズ・コンベンション・アンド・シビック・センター | 10,000 / 10,000                 | $230,000                 |
| 1990年7月29日 | イーストラザフォード   | アメリカ合衆国 | ジャイアンツ・スタジアム                                         | 80,000 / 80,000                 | $1,711,993               |
| ヨーロッパ    |                        |                |                                                                  |                                 |                          |
| 1990年8月4日  | ミルトン・キーンズ     | イングランド   | ミルトン・キーンズ・ボウル                                       | 120,000 / 120,000 (2日分の合計) | $2,520,000 (2日分の合計) |
| 1990年8月5日  | ミルトン・キーンズ     | イングランド   | ミルトン・キーンズ・ボウル                                       | 120,000 / 120,000 (2日分の合計) | $2,520,000 (2日分の合計) |
| 1990年8月7日  | マンチェスター         | イングランド   | メイン・ロード                                                   | 80,000 / 83,000                 | $2,640,000               |
| 1990年8月9日  | ダブリン               | アイルランド   | ポイント劇場                                                     | 24,150 / 26,000 (2日分の合計)   | $507,150 (2日分の合計)   |
| 1990年8月10日 | ダブリン               | アイルランド   | ポイント劇場                                                     | 24,150 / 26,000 (2日分の合計)   | $507,150 (2日分の合計)   |
| 1990年8月13日 | フレジュス             | フランス       | アレーヌ・ド・フレジュス                                         | 13,500 / 13,500                 | $364,500                 |
| 1990年8月16日 | ヘント                 | ベルギー       | フランダース・エキスポ                                           | 5,000 / 5,000                   | $130,000                 |
| 1990年8月18日 | ナイメーヘン           | オランダ       | ゴフェルト・スタジアム                                           | 14,500 / 14,500                 | $304,500                 |
| 1990年8月19日 | マーストリヒト         | オランダ       | MECCマーストリヒト                                               | 3,700 / 3,700                   | $111,000                 |
| 1990年8月22日 | オスロ                 | ノルウェー     | ジョーダル・シュタディオン                                       | 18,000 / 20,000                 | 130,000                  |
| 1990年8月24日 | ストックホルム         | スウェーデン   | ストックホルム・スタディオン                                     | 30,000 / 33,000                 | $602,540                 |
| 1990年8月25日 | コペンハーゲン         | デンマーク     | パルケン・スタディオン                                           | 95,000 / 97,000 (2日分の合計)   | $3,230,000 (2日分の合計) |
| 1990年8月26日 | コペンハーゲン         | デンマーク     | パルケン・スタディオン                                           | 95,000 / 97,000 (2日分の合計)   | $3,230,000 (2日分の合計) |
| 1990年8月29日 | リンツ                 | オーストリア   | リンツァー・シュターディオン                                     | 28,400 / 28,400                 | $596,400                 |
| 1990年8月31日 | 東ベルリン             | 東ベルリン     | ヴァイセンゼー・シュポルトプラッツ                               | 6,750 / 6,750                   | $162,000                 |
| 1990年9月1日  | シュットルフ           | 西ドイツ       | フェスティバル・サイト                                           | 8,500 / 9,000                   | $178,500                 |
| 1990年9月2日  | ウルム                 | 西ドイツ       | オープン・エア・フェスティバル                                   | 不明                            | 不明                     |
| 1990年9月4日  | ブダペスト             | ハンガリー     | ヒデクチ・ナーンドル・シュタディオン                             | 5,675 / 5,675                   | $124,850                 |
| 1990年9月5日  | ザグレブ               | ユーゴスラビア | スタディオン・マクシミール                                       | 54,740 / 60,000                 | $1,204,280               |
| 1990年9月8日  | モデナ                 | イタリア       | フェスタ・デ・ウニタ                                             | 45,000 / 45,000                 | 不明                     |
| 1990年9月11日 | ヒホン                 | スペイン       | ラス・メスタス・スポーツ・コンプレックス                         | 10,000 / 10,000                 | $250,000                 |
| 1990年9月12日 | マドリード             | スペイン       | ロコドロモ・アリーナ                                             | 9,850 / 12,000                  | $285,650                 |
| 1990年9月14日 | リスボン               | ポルトガル     | エスタディオ・ジョゼ・アルヴァラーデ                             | 57,850 / 60,000                 | $1,909,050               |
| 1990年9月16日 | バルセロナ             | スペイン       | エスタディ・デ・モンジュイック                                   | 55,000 / 55,000                 | $1,650,000               |
| 南米          |                        |                |                                                                  |                                 |                          |
| 1990年9月20日 | リオデジャネイロ       | ブラジル       | アポテオシス・スクエア                                           | 40,000 / 40,000 (2日分の合計)   | $1,052,325 (2日分の合計) |
| 1990年9月22日 | サンパウロ             | ブラジル       | エスタジオ・パレストラ・イタリア                                 | 70,000 / 70,000                 | 1,750,000                |
| 1990年9月23日 | サンパウロ             | ブラジル       | エスタジオ・パレストラ・イタリア                                 | 70,000 / 70,000                 | 1,750,000                |
| 1990年9月25日 | サンパウロ             | ブラジル       | オリンピア                                                       | 不明                            | 不明                     |
| 1990年9月27日 | サンティアゴ           | チリ           | エスタディオ・ナシオナル・デ・チリ                               | 60,456 / 60,456                 | 不明                     |
| 1990年9月29日 | ブエノスアイレス       | アルゼンチン   | エスタディオ・モヌメンタル・アントニオ・ベスプチオ・リベルティ   | 60,356 / 61,000                 | $1,267,476               |